# Marta Sánchez (Triathletin)
Marta Sánchez Hernández (* 25. Mai 1995) ist eine spanische Triathletin und zweifache Ironman-Siegerin (2024). Sie wird als Zweite geführt in der Bestenliste spanischer Triathletinnen auf der Ironman-Distanz.

## Werdegang
Marta Sánchez kam 2013 als 18-Jährige durch ihren Mann zum Triathlon, nachdem sie elf Jahre im Synchronschwimmen aktiv war. 2014 wurde sie Zweite bei der Junioren-Staatsmeisterschaft auf der Triathlon-Sprintdistanz.
Im April 2024 gewann sie den Ironman South Africa und im Juni wurde sie in Portugal Zweite bei der Europameisterschaft der ETU auf der Mitteldistanz und im September wurde sie Sechste bei der Ironman-WM in Nizza.

Im Oktober gewann die 29-Jährige nach 8:31:32 Stunden in persönlicher Bestzeit und neuem Streckenrekord mit dem Ironman Barcelona ihr zweites Ironman-Rennen.

## Sportliche Erfolge
| Datum/Jahr    | Rang | Wettbewerb                                              | Austragungsort  | Zeit | Bemerkung                                                                |
| ------------- | ---- | ------------------------------------------------------- | --------------- | ---- | ------------------------------------------------------------------------ |
| 8. Juni 2019  | 3    | ESP Sprint Triathlon National Championships             | Roquetas de Mar |      | Staatsmeisterschaft Triathlon Sprintdistanz, hinter Tamara Gómez Garrido |
| 10. Sep. 2017 | 3    | ESP Triathlon National Championships                    | Valencia        |      | Staatsmeisterschaft beim Triatlón Valencia                               |
| 24. Mai 2014  | 2    | ESP Sprint Triathlon National Championship Junior Women | Altafulla       |      | Junioren-Staatsmeisterschaft Sprintdistanz                               |

| Datum/Jahr    | Rang | Wettbewerb                                           | Austragungsort | Zeit     | Bemerkung                                                          |
| ------------- | ---- | ---------------------------------------------------- | -------------- | -------- | ------------------------------------------------------------------ |
| 20. Juli 2025 | 3    | Ironman USA                                          | Lake Placid    | 08:53:07 |                                                                    |
| 30. März 2025 | 2    | Ironman South Africa                                 | Port Elizabeth | 08:54:56 |                                                                    |
| 14. Dez. 2024 | 21   | Ironman 70.3 World Championships                     | Taupō          |          |                                                                    |
| 7. Okt. 2024  | 1    | Ironman Barcelona                                    | Calella        | 08:31:32 | persönliche Bestzeit auf der Ironman-Distanz                       |
| 22. Sep. 2024 | 6    | Ironman World Championships                          | Nizza          | 09:19:08 | hinter Laura Philipp                                               |
| 22. Juni 2024 | 2    | ETU Middle Distance Triathlon European Championships | Coimbra        |          | Vize-Europameisterin Mitteldistanz                                 |
| 21. Apr. 2024 | 1    | Ironman South Africa                                 | Port Elizabeth | 09:15:36 |                                                                    |
| 22. Okt. 2023 | 8    | Ironman Portugal                                     | Cascais        | 09:14:14 |                                                                    |
| 26. Aug. 2023 | 1    | Frómista Triathlon                                   | Frómista       | 04:05:09 | Mitteldistanz (1,9 km Schwimmen, 90 km Radfahren und 21 km Laufen) |

| Datum/Jahr   | Rang | Wettbewerb                          | Austragungsort | Zeit | Bemerkung |
| ------------ | ---- | ----------------------------------- | -------------- | ---- | --------- |
| 8. Juli 2018 | 3    | ESP Aquathlon National Championship | Banyoles       |      |           |